# Paco Cabasés
Francisco Cabasés (Chabás, Santa Fe, 24 de junio de 1916-Córdoba, 5 de mayo de 2019), más conocido como Paco Cabasés, fue un reconocido hincha argentino del club de fútbol Talleres, famoso por ser el primer socio de la institución. Jugó de forma amateur al fútbol y además fue ciudadano ilustre de la ciudad de Córdoba.

## Biografía
Sus padres eran inmigrantes catalanes y cuando llegaron a la Argentina se instalaron en la provincia de Santa Fe a principios del siglo XX, dedicándose a la agricultura. Años más tarde, su padre trabajó como despachante de aduana y empezó a hacer viajes de Rosario a Córdoba. Paco finalmente encontró pareja en Córdoba y se radicó en esa ciudad. Su suegro lo afilió al radicalismo, y participó activamente dentro del partido.
Se casó dos veces. De la primera mujer se divorció luego de diez años de matrimonio. En 1945 se casó con María Margarita Peralta, con quien tuvo a su única hija, Elisa. Ella se mudó cuando se casó con su primer marido, pero pronto se divorció y volvió a la casa de su padre quien ya había enviudado.
El 1 de mayo de 2019 tuvo una pequeña recaída en su salud, por lo cual fue asistido por un servicio de emergencias. El 2 de mayo, su hija decidió llevarlo a la clínica, donde se le detectó un cuadro de neumonía que tres días después le produciría un cuadro arrítmico, causa que más tarde desencadenó un paro cardiorrespiratorio que le produjo la muerte.

## Trayectoria como futbolista
En su adolescencia, mientras iba de pueblo en pueblo buscando harina en el camión para abastecer a las panaderías de la comarca, jugó para los clubes Olimpo y Recreativo de Laborde. También militó como amateur en el Club Atlético Pascanas, en el Corralense y en el Chañarense, entre otros conjuntos de la zona.

## Su actividad en Talleres
"Paco" llegó a Córdoba desde su Santa Fe natal en 1932 y tres años después ya era socio del club, que recién inauguraba su cancha de Barrio Jardín. Empezó trabajando en el club en 1948 como canchero, fue jugador, dirigente, intendente del club y responsable de haberle dado su nombre a la Boutique "Estadio Francisco Cabasés". Fue socio vitalicio del club.
"Lo que yo viví en Talleres" es el libro que contiene su autobiografía, de 48 capítulos, compilada y redactada por el periodista Javier Flores.
En una ocasión, durante el partido que disputaba Talleres con Santamarina de Tandil, Cabasés entró a la cancha a pedir a los hinchas que no silbasen a los jugadores, que los alentasen para ganar. La gente conmovida con el exdirectivo de la institución, comenzó a corear al grito de “Paco, Paco”. En tanto, Francisco se dio media vuelta y comenzó a alentar a los jugadores. Allí se lo vio levantando el bastón y revoleando el abrigo para dar fuerza al equipo.